# Rock in Rio (album)
A Rock in Rio a brit Iron Maiden 2002-ben megjelent koncertlemeze, mely dupla CD és DVD formátumban is megjelent. A felvétel a Brave New World albumot népszerűsítő turné utolsó állomásán, Brazíliában készült, 2001. január 19-én a Rock in Rio fesztiválon. Ez az előadás volt az együttes második leglátogatottabb koncertje, ugyanis több mint 250 000 ember látta őket az este folyamán (az együttes legnagyobb nézőszámot vonzó koncertje, szintén a Rock in Rio fesztiválon volt 1985-ben, ahol több mint 400 000 ember látta őket.) A kiadvány egyben Bruce Dickinson és Adrian Smith visszatérését hivatott megörökíteni. Az este folyamán egyaránt játszották a közönségkedvenc klasszikus dalokat, valamint a Brave New World album dalait is, de előkerültek olyan kevésbé népszerű dalok is, melyeket még Blaze Bayley énekessel rögzítettek (Sign of the Cross, The Clansman).

## Számlista

### CD 1
1. Intro (Arthur's Farewell) (Jerry Goldsmith) – 1:55
2. The Wicker Man (Bruce Dickinson, Adrian Smith, Steve Harris) – 4:41
3. Ghost of the Navigator (Dickinson, Janick Gers, Harris) – 6:48
4. Brave New World (Dickinson, Dave Murray, Harris) – 6:06
5. Wrathchild (Harris) – 3:25
6. 2 Minutes to Midnight (Dickinson, Smith) – 6:26
7. Blood Brothers (Harris) – 7:15
8. Sign of the Cross (Harris) – 10:49
9. The Mercenary (Gers, Harris) – 4:42
10. The Trooper (Harris) – 4:34

### CD 2
1. Dream of Mirrors (Gers, Harris) – 9:38
2. The Clansman (Harris) – 9:19
3. The Evil That Men Do (Dickinson, Smith, Harris) – 4:40
4. Fear of the Dark (Harris) – 7:40
5. Iron Maiden (Harris) – 5:51
6. The Number of the Beast (Harris) – 5:00
7. Hallowed Be Thy Name (Harris) – 7:23
8. Sanctuary (Paul Di'Anno, Murray, Harris) – 5:17
9. Run to the Hills (Harris) – 4:52

## Közreműködők
- Bruce Dickinson – ének
- Dave Murray – gitár
- Janick Gers – gitár
- Adrian Smith – gitár, vokál
- Steve Harris – basszusgitár, vokál
- Nicko McBrain – dob
- Michael Kenney – billentyűs hangszerek

## Helyezések
| Ország      | Minősítés | Darab    |
| ----------- | --------- | -------- |
| Argentína   | Platina   | 40,000+  |
| Brazília    | Arany     | 50,000+  |
| Németország | Arany     | 100,000+ |